# Макаровка (Дубровский район)
Макаровка — деревня в Дубровском районе Брянской области, в составе Сергеевского сельского поселения.
Расположена в 4 км к северу от деревни Афонино, на левом берегу реки Вороницы, по которой здесь проходит граница со Смоленской областью. Постоянное население с 2001 года отсутствует.
Возникла во второй половине XIX века; до 1929 года в Рославльском уезде (в составе Епишевской волости, с 1924 — в Сещенской волости); с 1929 в Дубровском районе. До 1959 входила в Трояновский сельсовет.
| Годы      | 1904 | 1979 | 1989 | 2002 | 2010 |
| --------- | ---- | ---- | ---- | ---- | ---- |
| Население | 120  | 55   | 25   | 0    | 0    |